# Kombolokoura
Kombolokoura  è una città e sottoprefettura della Costa d'Avorio appartenente al dipartimento di Korhogo. Conta una popolazione di 5 739 abitanti (censimento 2014).